# Ryan Day
Ryan Day (n. 23 martie 1980, Pontycymer⁠(d), Bridgend County Borough⁠(d), Țara Galilor, Regatul Unit) este un jucător galez de snooker. 
Day a ocupat poziția a șasea în lume în sezonul 2009/10. A realizat breakul maxim în 2014 la Haining Open și a repetat performanța în septembrie 2020, într-un meci din Championship League. Al treilea break maxim al carierei a venit în 2023, la Tour Championship, într-un meci contra lui Mark Selby, iar al patrulea într-un meci din calificările International Championship 2023.
În 2018 a câștigat și turneul Romanian Masters de la București după o finală împotriva lui Stuart Bingham.

## Finale jucate

### Turnee de clasament: 9 (4 titluri)
| Rezultat   | Nr. | An   | Turneu                   | Adversar în finală | Scor |
| Finalist   | 1.  | 2007 | Cupa Malta               | Shaun Murphy       | 4–9  |
| Finalist   | 2.  | 2007 | Mastersul de la Shanghai | Dominic Dale       | 6–10 |
| Finalist   | 3.  | 2008 | Marele Premiu            | John Higgins       | 7–9  |
| Finalist   | 4.  | 2017 | Marele Premiu Mondial    | Barry Hawkins      | 7–10 |
| Câștigător | 1.  | 2017 | Mastersul de la Riga     | Stephen Maguire    | 5–2  |
| Câștigător | 2.  | 2018 | Openul Gibraltar         | Cao Yupeng         | 4–0  |
| Finalist   | 5.  | 2019 | Openul Gibraltar         | Stuart Bingham     | 1–4  |
| Câștigător | 3.  | 2021 | Snooker Shoot Out        | Mark Selby         | 1–0  |
| Câștigător | 4.  | 2022 | Openul Britanic          | Mark Allen         | 10–7 |

### Finale minore: 1
| Rezultat | Nr. | An   | Turneu           | Adversar în finală | Scor |
| Finalist | 1.  | 2015 | Openul Bulgariei | Mark Allen         | 0–4  |

### Turnee invitaționale: 6 (2 titluri)
| Rezultat   | Nr. | An   | Turneu                          | Adversar în finală | Scor |
| Câștigător | 1.  | 2001 | Campionatul Benson & Hedges     | Hugh Abernethy     | 9–5  |
| Finalist   | 1.  | 2001 | Challenge Tour - Event 2        | Leo Fernandez      | 3–6  |
| Finalist   | 2.  | 2002 | Challenge Tour - Event 4        | David Gilbert      | 3–6  |
| Finalist   | 3.  | 2010 | Beijing International Challenge | Tian Pengfei       | 3–9  |
| Finalist   | 4.  | 2017 | Championship League             | John Higgins       | 0–3  |
| Câștigător | 2.  | 2018 | Romanian Masters                | Stuart Bingham     | 10–8 |

### Finale Pro-am: 9 (5 titluri)
| Rezultat   | Nr. | An   | Turneu                        | Adversar în finală | Scor |
| Câștigător | 1.  | 1999 | TCC Open Snooker Championship | Darren Morgan      | 6–4  |
| Finalist   | 1.  | 2000 | TCC Open Snooker Championship | Darren Morgan      | 3–6  |
| Câștigător | 2.  | 2002 | EASB Open Tour Event 1        | James Reynolds     | 5–4  |
| Câștigător | 3.  | 2003 | EASB Open Tour Event 2        | Mark Gray          | 5–3  |
| Finalist   | 2.  | 2006 | Pontins Pro-Am - Event 2      | Judd Trump         | 1−4  |
| Finalist   | 3.  | 2006 | Pontins Pro-Am - Event 4      | Ricky Walden       | 2−4  |
| Finalist   | 4.  | 2006 | Pontins Pro-Am - Event 6      | Dave Harold        | 1−4  |
| Câștigător | 4.  | 2006 | Pontins Autumn Open           | Jamie Cope         | 5–2  |
| Câștigător | 5.  | 2008 | Austrian Open                 | Jamie Cope         | 6–3  |

### Finale pe echipe: 1 (1 titlu)
| Rezultat   | Nr. | An   | Turneu        | Echipa                                  | Adversar în finală                          | Scor |
| Câștigător | 1.  | 2018 | Macau Masters | Barry Hawkins Zhao Xintong Zhou Yuelong | Mark Williams Joe Perry Marco Fu Zhang Anda | 5–1  |

### Finale la amatori: 2 (1 titlu)
| Rezultat   | Nr. | An   | Turneu                                  | Adversar în finală | Scor  |
| Câștigător | 1.  | 1998 | Campionatul de Amatori al Țării Galilor | Ron Jones          | 8–4   |
| Finalist   | 1.  | 1998 | Campionatul Mondial IBSF                | Luke Simmonds      | 10–11 |

## Legături externe
- Profile on Global Snooker Arhivat în 22 iulie 2009, la Wayback Machine.
- Profile on Pro Snooker Blog
- Profile on Yahoo! Sport